# Hadsund
Hadsund ([ha̝ð̠ˠ̞ˈsɔ̟̝nˀ]ⓘ) es una localidad de Dinamarca la mayor del este de Himmerland. Se desarrolló a lo largo de la antigua carretera entre Aalborg y Hobro y actualmente es un nudo de caminos entre la región de Randers (Kronjylland) y Himmerland. En Hadsund, el fiordo de Mariager tiene uno de sus tramos más estrechos, lo que favoreció que se construyera el puente de Hadsund. La localidad fue anteriormente una estación ferroviaria y en la actualidad es un centro industrial y de comercio. Se localiza en la parte oriental del municipio de Mariagerfjord y pertenece a la región administrativa de Jutlandia Septentrional. Hasta 2007, Hadsund fue la capital del municipio homónimo, hoy desaparecido, y en el presente es la segunda localidad del municipio de Mariagerfjord, tras Hobro.
La historia de la localidad moderna se remonta a 1800, pero el nombre está registrado en una fuente escrita desde 1467 como Haddeswnth. 